# نيكارزينوستاتين
نيوكارزينوستاتين (NCS) هو مضاد حيوي جزيئي من مجموعة الكروموبروتين [الإنجليزية] إينديين مضاد للأورام يفرز بواسطة Streptomyces macromomyceticus.
وهو يتألف من جزأين، كروموفور غير مستقر (الكيان الجزيئي غير البروتيني الموضح على اليمين) وبروتين مكون من 113 حمضًا أمينيًا يرتبط به الكروموفور بشكل وثيق وغير تساهمي بألفة عالية (K d ~ 10 −10 M). المكون غير البروتيني هو عامل قوي جدًا في إتلاف الحمض النووي؛ ومع ذلك فهو غير مستقر للغاية ودور البروتين هو حمايته وإطلاقه إلى الحمض النووي المستهدف. يؤدي فتح الإيبوكسيد في ظل الظروف الاختزالية الموجودة في الخلايا إلى خلق ظروف مواتية لعملية حلقة بيرجمان [الإنجليزية]، مما يؤدي إلى تكوين البنزين، يليه انقسام خيوط الحمض النووي. عضو مهم آخر في مجموعة الكروموبروتين من المنتجات الطبيعية هو الكيدارسيدين.
وهو من أقوى الأدوية، وفي اليابان فقط استخدم سريريًا ضد سرطان الكبد. 

## التخليق الحيوي للكروموفور NCS
تتم عملية التخليق الحيوي للنيوكارزينوستاتين من خلال التقارب بين أنشطة مجموعة من الجينات، والتي تتضمن مسارين منفصلين لتخليق بوليكيتيد سينثاز النوع الأول (PKS) ومسار التخليق الحيوي للسكر منزوع الأكسجين. الجين الأول من النوع الأول لـ PKS، NcsE، يشفر مجموعة enediyne. الجين الثاني من النوع الأول لـ PKS، NcsB، يشفر مجموعة حمض النفثويك. بالإضافة إلى ذلك، فإن مجموعة من جينات NcsC مسؤولة عن ترميز الإنزيمات اللازمة لتخليق مجموعة السكر منقوص الأكسجين في كروموفور NCS. يمكن تقسيم عملية التخليق الحيوي إلى ثلاث خطوات أولية مع التقارب النهائي للعناصر الثلاثة:
1. تخليق جزء السكر منقوص الأكسجين: يُنفذ هذا الجزء عن طريق الإنزيمات المشفرة بواسطة مجموعة من سبعة جينات، تسمى من NcsC إلى Ncs6 . نظرًا لأن هذه الإنزيمات تشبه إنزيمات dNDP-D-mannose synthases، فقد اقترح أن التركيب يبدأ من D- mannose-1-phosphate. نظرًا لأن مجموعة الهيدروكسيل C-2 (-OH) قضي عليها في النهاية، لا يمكن استبعاد إمكانية وجود D- الجلوكوز-1-فوسفات أيضًا. ومع ذلك، تشير الدراسات الإضافية إلى أن D-مانوز-1-فوسفات هو نقطة البداية الأكثر احتمالا.
2. تخليق جزء حمض النفثويك: إن NcsB و NcsB1 و NcsB2 و NcsB3 هي إنزيمات مسؤولة عن تخليق مجموعة حمض النفثويك. وهذا مشابه لمنتجات إندين الطبيعية الأخرى، حيث أن الجينات المشاركة في بناء المجموعة العطرية هي نظام PKS من النوع الأول التكراري وليس نظام PKS من النوع الثاني. تضاف مجموعة الميثيل على مجموعة الفينول بواسطة SAM.
3. تخليق مجموعة الأنيدين والتجمع المتقارب: يصنع الإينيدين بواسطة 14 إنزيمًا مشفرًا بواسطة NcsE إلى NcsE11 بالإضافة إلى NcsF1 و NcsF2. تشكل NcsE إلى NcsE11 نوعًا آخر من PKS التكراري من النوع الأول، في حين أن NcsF1 و NcsF2 لديهما نشاط هيدروليز الإيبوكسيد.
وأخيرا، تجمع وحدات البناء بطريقة متقاربة. يحفز إنزيم Ncs6 جليكوسيل ترانسفيراز الاقتران بين نواة الإنيدين وسكر الديوكسي أمينو dNDP. ترتبط مجموعة النفثويل بنواة الإينيدين بواسطة إنزيم NcsB2 CoA ligase. أُضيف وظيفة كربونات إضافية، ربما تكون ناتجة عن ثاني أكسيد الكربون (أو البيكربونات)، ومع ذلك، لا يزال يتعين تحديد ما إذا كانت هذه الخطوة إنزيمية حقًا.